# Domus del Mitreo delle Pareti Dipinte
La domus del Mitreo delle Pareti Dipinte (III,I,6) è una domus romana che si trovava nella regio III della città romana di Ostia.

## Descrizione
Questa domus romana, che prende il nome dal mitreo che è stato installato in una delle sue stanze, si trova ad ovest del foro di Ostia, confinando a sud-ovest con la Basilica Cristiana (III,I,4), a nord-ovest con il Mercato (III,I,7), e sud est con le Terme della Basilica Cristina (III,I,2-3). Oltre che per il mitreo, deve la sua importanza per le tecniche costruttive utilizzate, che vanno dal periodo repubblicano, II secolo a.C., al regno di Marco Aurelio, fine del II secolo d.C. .
La domus fu costruita in epoca repubblicana nella seconda metà del II secolo a.C. in opus incertum, e modificata in età augustea, e vi sia accedeva da via della Foce, su cui si affaciavano due botteghe, entrambe con vasca. Sul lato meridionale dell'edificio correva uno stretto corridoio d'ingresso, che dava accesso alle stanze al centro dell'edificio, seguite da un piccolo cortile porticato. 
Nel cortile, pavimentato in opus spicatum, si trova un pozzo in travertino; le colonne del portico, originariamente in tufo o in mattoni con capitelli in tufo, successivamente furono sostituite da pilastri in mattoni o incorporate in muri in opus vittatum. Dietro il cortile si trova un tablino, fiancheggiato da due stanze. Durante il regno di Marco Aurelio nella stanza settentrionale e in parte del portico fu installato il Mitreo delle Pareti Dipinte.